# Lophogobius cyprinoides
Lophogobius cyprinoides é uma espécie de peixe da família Gobiidae e da ordem Perciformes.

## Morfologia
- Os machos podem atingir 10 cm de comprimento total.[5][6]

## Habitat
É um peixe de clima tropical (24°C-28°C) e demersal.

## Distribuição geográfica
É encontrado no Oceano Atlântico ocidental: desde Bermuda, Flórida (Estados Unidos da América) e nas Bahamas até América Central e
Norte da América do Sul.

## Observações
É inofensivo para os humanos.